# Teoremat Okishio
Teoremat Okishio – twierdzenie matematyczne sformułowane w 1961 r. przez japońskiego ekonomistę Nobuo Okishio, mające duże znaczenie w dwudziestowiecznej dyskusji nad marksowską teorią wartości. W najprostszym ujęciu teoremat Okishio implikuje, że gdy jeden kapitalista zwiększa zysk wprowadzając nową technikę powodującą redukcję kosztów, ogólna stopa zysku dla wszystkich kapitalistów w danym społeczeństwie również rośnie.